# Адріанів вал

Вали Адріана та Антоніна

55°01′27″ пн. ш. 2°17′33″ зх. д. / 55.02417° пн. ш. 2.29250° зх. д.
Адріанів вал (лат. Vallum Aelium, англ. Hadrian's Wall) — потужне захисне укріплення на території римської провінції Британія, будівництво якого тривало впродовж 122–128 років н. е. за панування імператора Адріана (76–138).

## Історія
Римські легіонери збудували стіну через усю Велику Британію по лінії Карлайл-Ньюкасл, у вузькому місці острова, за наказом імператора Адріана. Загальна довжина стіни Адріана — близько 117 кілометрів, від Волсенда на річці Тайн на сході до Боунесс-он-Солвей на заході. Ширина — два з половиною-три метри, висота — до трьох метрів. Стіна мала відокремлювати південну, завойовану, частину острова від північної, названої римлянами Каледонією, звідки на римлян нападали «варвари» — місцеві кельтські племена.
На будівництво пішло шість років, здійснювали його силами військ, серед яких були не тільки римляни, а й уродженці завойованих Римом країн — Сирії, Єгипту та інших. З півночі стіні передував глибокий рів із двома валами. На кожній третині милі стіни будівельники ставили сторожову вежу, а через кожну милю зводили величезну (до 3,6 га) фортецю, в якій містився гарнізон. Фортеця мала кухні, склади, вівтарі, канцелярії для збирання податків, лазні з гарячою і холодною водою. За фортецею стояли казармені бараки.
Цей вал, до побудови нового валу за часів Антонія Пія (Антонієвий вал), був північним кордоном Римської імперії.
Стіна Адріана була збудована з каміння різних розмірів: від сучасної цеглини до величезних брил. Більша частина валу збереглася до нашого часу, особливо середній відтинок, розташований серед мальовничого ландшафту.

## Цінність об'єкту
Адріанів вал — улюблене туристичне місце в Північній Англії. 1987 року його визнали пам'яткою Світової спадщини ЮНЕСКО. З валу відкривається чудовий краєвид на прилеглу місцевість.

## Сучасні дослідження
12 серпня 2021 року, телеканал CNN повідомив, що у Великій Британії під час комунальних робіт, недалеко від центру міста Ньюкасл-апон-Тайн, співробітники комунальної служби, які займалися ремонтом водогону, знайшли старовинну кам'яну стіну. Виявилося, що це частина оборонного укріплення римлян, яке складається з великих кам'яних блоків та є фрагментом Валу Адріана (або Стіни Адріана, або Адріаніва Валу). Археологи припускають, що саме ця частина будівлі належить до ранньої стадії будівництва, адже відомо, що на більш пізніх етапах римляни використовували каміння дещо меншого розміру.
6 червня 2023 року, групою археологів на розкопках у форті Віндоланд на Валу Адріана було знайдено 1800-річну срібну військову медаль із зображенням вкритої змією голови Медузи. Срібна фалера (військова нагорода) була знайдена в підлозі барака, що датований адріановим періодом окупації. Фалера були нагородою за «доблесть у бою», військові прикріплювали їх до ременів і носили під час місцевих парадів. Знайдений рідкісний артефакт зараз проходить консервацію в лабораторії Віндоланда та стане частиною виставки знахідок з цього місця у 2024 році.

## Галерея

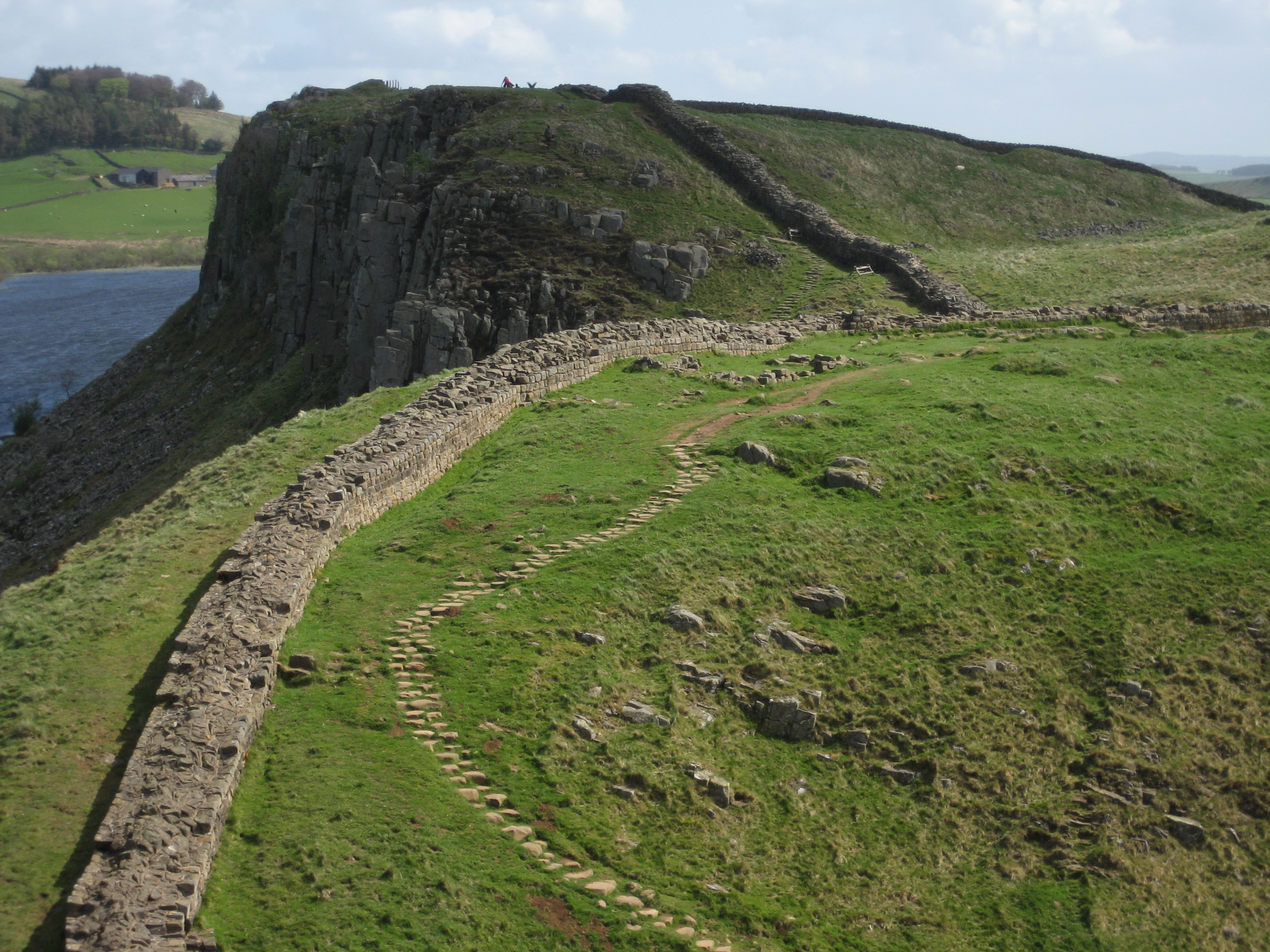
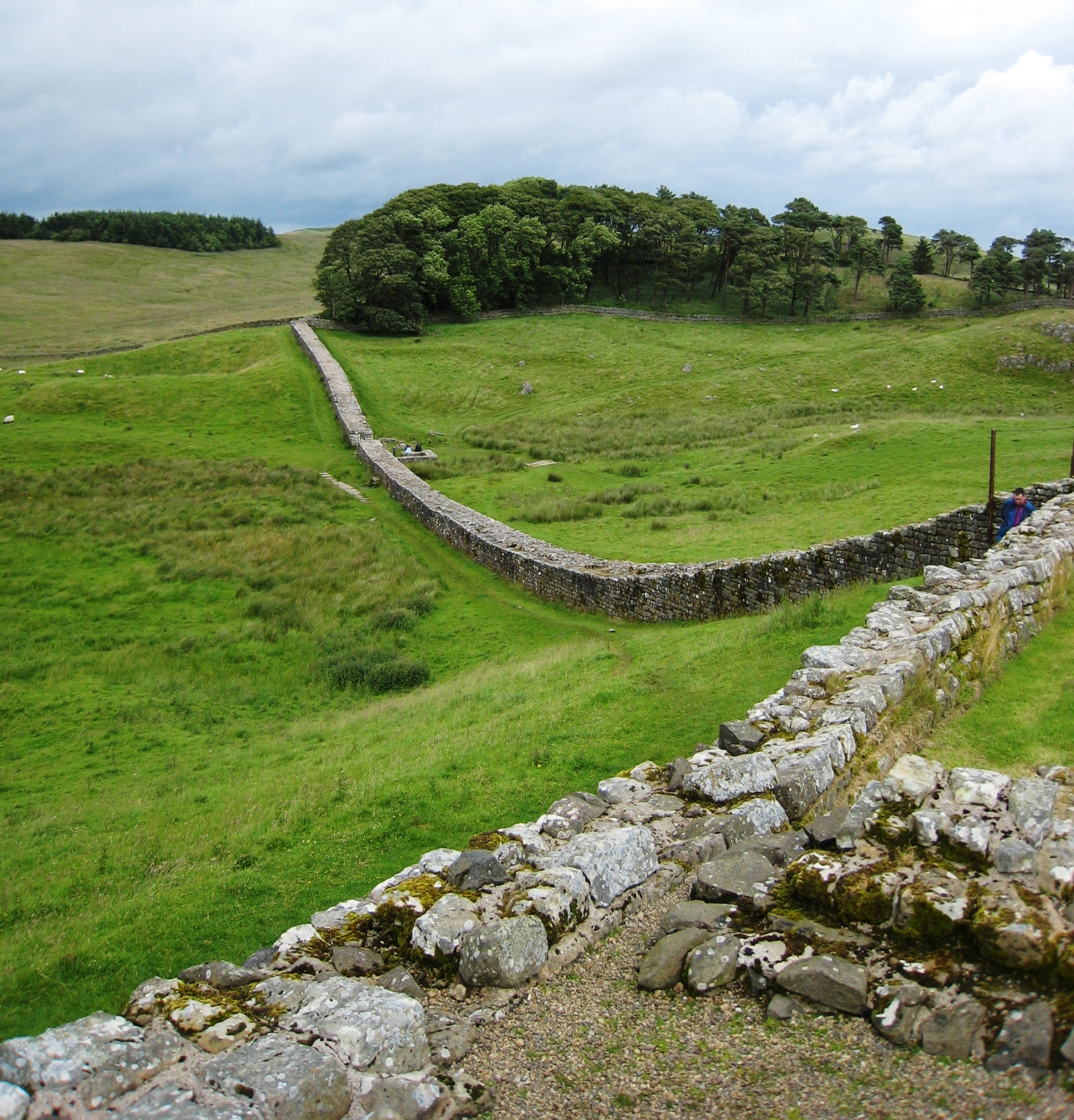

## У мистецтві та розвагах
В 2021 році була створена та користується популярністю настільна гра та відеогра для дорослих «Адріанів Вал» (Hadrian's Wall) — гра, що розрахована на декількох людей та за своєю суттю є досить інтелектуальною. 